# Domaine de Sasayama

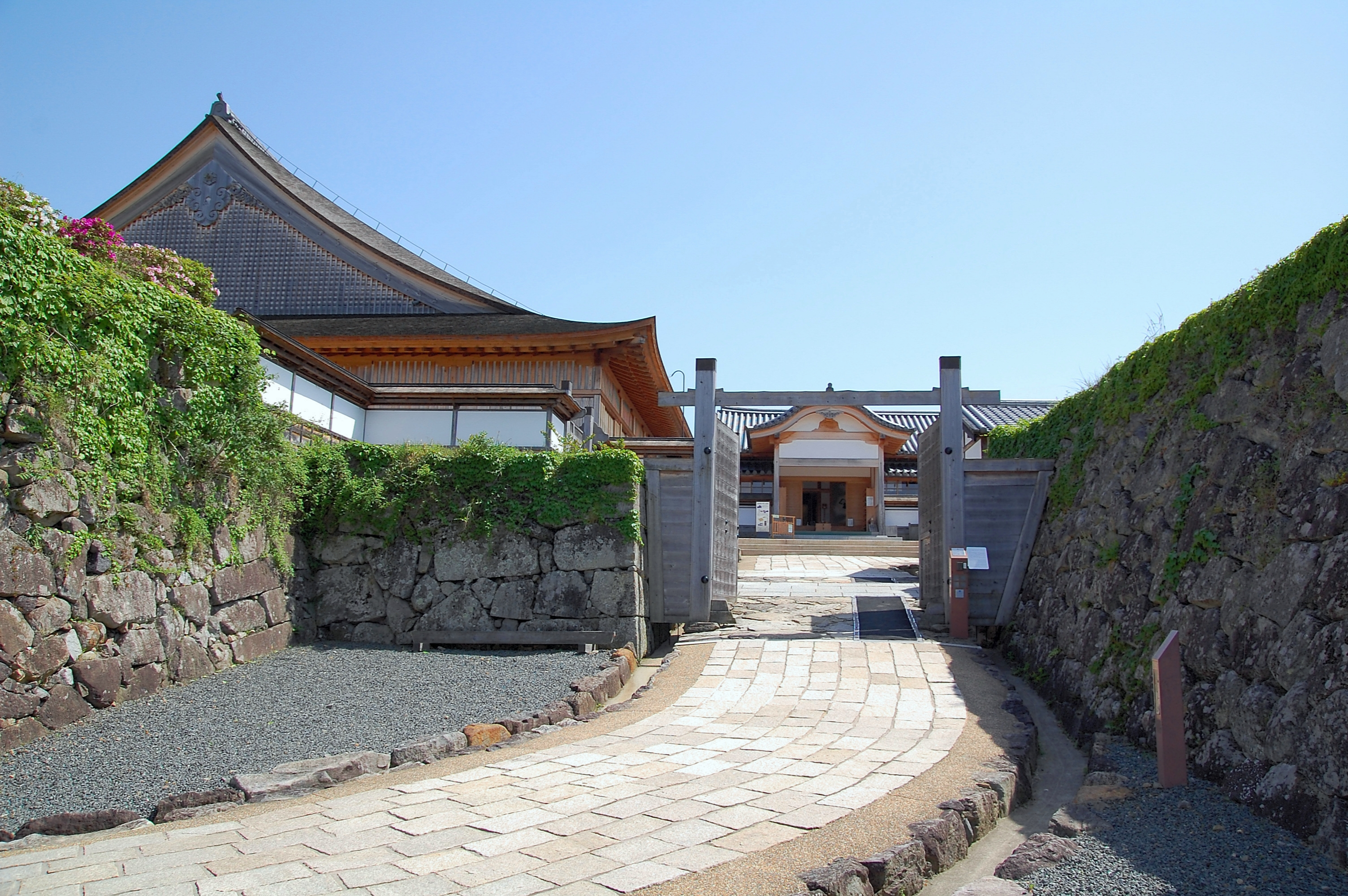
Château de Sasayama.

Le domaine de Sasayama (篠山藩, Sasayama-han) est un domaine féodal japonais de l'époque d'Edo situé dans la province de Tamba. Il est créé en 1609 quand Matsudaira Yasushige y arrive en provenance du domaine de Yakami. Le domaine change plusieurs fois de mains jusqu'en 1748 quand il est donné à Tadatomo Aoyama. La famille Aoyama y reste jusqu'en 1868 et le domaine est aboli en 1871. Son territoire fait brièvement partie de la préfecture de Toyooka avant d'intégrer la préfecture de Hyogo en 1876.
Les Aoyama, dernière famille dirigeante, deviennent vicomtes durant l'ère Meiji dans la noblesse kazoku.

## Liste des daimyos
- Clan Matsudaira (Matsui) (fudai daimyo ; 50 000 koku)

1. Matsudaira Yasushige

- Clan Matsudaira (Fujii) (fudai ; 50 000 koku)

1. Nobuyoshi
2. Tadakuni

- Clan Matsudaira (Katanohara) (fudai ; 50 000 koku[2])

1. Yasunobu
2. Sukenobu
3. Nobutoshi
4. Nobutsune
5. Nobumine

- Clan Aoyama (fudai ; 50 000 → 60 000 koku[3])

1. Tadatomo
2. Tadataka
3. Tadatsugu
4. Tadayasu
5. Tadanaga
6. Tadayuki

## Source de la traduction
- (en) Cet article est partiellement ou en totalité issu de l’article de Wikipédia en anglais intitulé « Sasayama Domain » (voir la liste des auteurs).